# Японская иммиграция в Маньчжурию

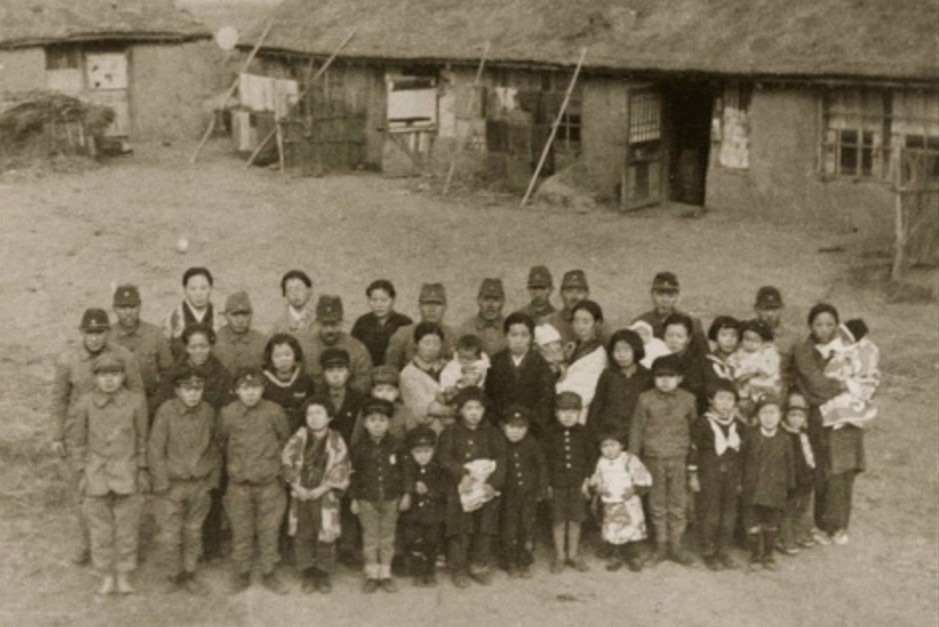
Японские переселенцы и солдаты японской армии в Маньчжурии

Японская иммиграция в Маньчжурию — часть национальной политики Японской империи, выражавшаяся в виде поощрения в 1931—1941 годах переселения японских крестьян на территорию марионеточного государства Маньчжоу-го, созданного японцами в 1932 году после вторжения 1931 года.
К началу 1930-х годов японское сельское хозяйство переживало серьёзный кризис вследствие мирового экономического кризиса, в связи с чем правительство страны сразу же после захвата Маньчжурии, в конце 1931 года, начало пропаганду переселения разорившихся крестьян на эту территорию, где им гарантировались земельные участки и некоторая первоначальная помощь со стороны государства. Масштабы этой деятельности первоначально были невелики и представляли собой своего рода опробование идеи; до 1936 года в среднем в Маньчжурию прибывало порядка 3000 семей ежегодно.
После инцидента 26 февраля в 1936 году правительством был принята целая программа, предусматривавшая переселение в Маньчжурию за последующие 20 лет не менее 5 миллионов японцев. Среди сельского и бедных слоёв городского населения была развёрнута широкая пропагандистская кампания, которая привела к существенному росту темпов эмиграции: в 1936—1941 годах число прибывавших в Маньчжурию увеличилось до 35000 семей ежегодно. Свои поселения они устраивали в основном на севере региона и на юге, вблизи Южно-Маньчжурской железной дороги. 60 % занятых поселенцами сельхозугодий ранее обрабатывались китайскими и корейскими крестьянами, у которых собственность была экспроприирована.
К моменту ликвидации в 1945 году Маньчжоу-го силами Красной Армии на его территории проживало в общей сложности более 320 тысяч японских переселенцев. Большая часть из них — по некоторым данным, порядка 245 тысяч человек — были вскоре убиты солдатами китайской армии или погибли во время изгнания из Маньчжурии от голода и болезней; более 10 тысяч детей остались сиротами.